# Фарина IV (Кротоне)
Фарина IV је насеље у Италији у округу Кротоне, региону Калабрија.
Према процени из 2011. у насељу је живело 887 становника. Насеље се налази на надморској висини од 38 м.